# Спарта
37°4′55″ пн. ш. 22°25′25″ сх. д. / 37.08194° пн. ш. 22.42361° сх. д.

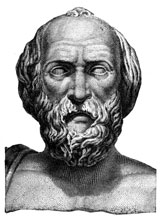
Лікург Спартанський — один з найвідоміших спартанських царів

Спа́рта (дор. Σπάρτα; атт. Σπάρτη), або Лакедемон, Лакедаймон(грец. Λακεδαίμων) — місто-держава Стародавньої Греції, найсильніший поліс на Пелопонеському півострові, який існував в області Лаконії та конкурував з Афінами. Згідно з переказом, політичний устрій Спарти запровадив у VIII столітті до н. е. законодавець Лікург в усній постанові «Велика Ретра».
Приблизно у 650 р. до н. е. Спарта перетворилася на домінуючу силу в Стародавній Греції. Враховуючи військову перевагу, Спарта була визнана лідером об’єднаної грецької армії під час греко-перських війн, у суперництві зі зростаючою морською силою Афін. Пізніше Спарта стала головним ворогом Афін під час Пелопоннеської війни (431–404 рр. до н. е.), з якої вийшла переможцем після битви при Егоспотамах. Вирішальне військове зіткнення у Левктрах проти Фів у 371 році поклало кінець спартанській гегемонії, хоча місто-держава зберігало свою політичну незалежність до примусової інтеграції в Ахейський союз у 192 р. до н.е. Спарта відновила значну автономію після римського завоювання Греції в 146 р. до н.е. і процвітала під час Римської імперії, оскільки її стародавні звичаї приваблювали багатьох римських туристів. Однак Спарта була розграбована в 396 році нашої ери вестготським королем Аларіхом і зазнала тривалого періоду занепаду, особливо в середні віки, коли багато її громадян переїхали до Містри. Сучасна Спарта є столицею південної грецької області Лаконія і центром переробки цитрусових і оливок.

## Історія

### Доісторична доба
У землі Лаконській початково жили лелеги, потім прийшли ахейці з царського роду, спорідненого з Персеїдами, місце яких пізніше заступили Пелопіди. Після завоювання Пелопоннесу дорійцями Лаконія, найменш родюча і незначна область, внаслідок обману при жеребкуванні, дісталася неповнолітнім синам Арістодема, Еврісфену і Проклу. Їх нащадків пізніше називали двоєвладними династіями Агіадів (за іменем Агіда, сина Еврісфена) і Евріпонтидами (за іменем Евріпонта, онука Прокла).
Головним містом Лаконії невдовзі стала Спарта, розташована поблизу давніх Амікл, які, як і решта ахейських міст, втратили свої політичні права. Поруч з пануючими дорянами і спартіатами, населення країни складалося з ахейців, серед яких виділяли періеків (περίοικοι) — відтепер позбавлених політичних прав, проте особисто вільних із власним нерухомим майном, та ілотів — в покарання позбавлених своїх земельних ділянок і обернених на рабів. Довгий час Спарта нічим не виділялася між доричними державами. Зовнішні війни вона вела з сусідніми аргівянськими і аркадськими містами, а всередині держави періодично розгорталась незгода доричної аристократії з царською владою.
Тільки з часів Лікурга і після нього настало піднесення Спарти. Оскільки в основу лікургових законів лягло знання народного характеру, то Спарта віднині стала найголовнішою представницею доризму. Знову пробуджений дух насамперед виявився в остаточному підкоренні залишків ахейських жителів царями Харілаєм, Телеклом, Алкаменом, потім в боротьбі проти спорідненої Мессенії, яка виникла із суперечки про денфеліатські прикордонні землі.

### Архаїчна доба
Із закінченням двох Мессенських воєн (743—723 і 685—668 роки до н. е.) вдалося остаточно підкорити країну, після чого древні мессенці були позбавлені своїх земельних володінь і обернені на ілотів. Про те, що і всередині країни в цей час не було спокою, доводить насильницька смерть царя Полідора, розширення повноважень ефорів, що мало на меті обмеження царської влади, і висилка парфеніїв, які під начальством Фаланфа заснували в 707 до н. е. Тарент. Проте коли Спарта після важких воєн перемогла аркадян, особливо коли скоро після 660 до н. е. примусила Тегею визнати свою перевагу і за договором, який зберігався на поставленій поблизу Алфея колоні, змусила укласти почесний збройний союз, з того часу Спарта вважалася в очах іноземних народів першою державою Греції Це переважання спартанців виражалося в тому, що вони намагалися повалити тиранів, які з 7 століття до н. е. з'являлися майже у всіх грецьких державах. Спартанці сприяли вигнанню Кіпселідів з Коринфа і Пісістратидів з Афін, звільнили Сікіон, Фокіду і кілька островів Егейського моря від їх деспотів і чинили опір могутньому Полікрату Самоському. Цим спартанці придбали собі в окремих державах партію вдячних і знатних прихильників.
Довше всього сперечався зі Спартою за першість Аргос. Проте коли спартанці в 550 до н. е. завоювали прикордонну область Кінурію з містом Фіреї і цар Клеомен I близько 520 до н. е. завдавши аргивянам рішучої поразки при Тиринфі, відтоді Аргос тримався далеко від всіх областей, якими керувала Спарта.

### Класична доба

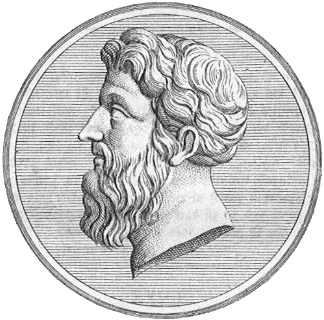
Хілон — спартанський законодавець, один з «Семи мудреців»

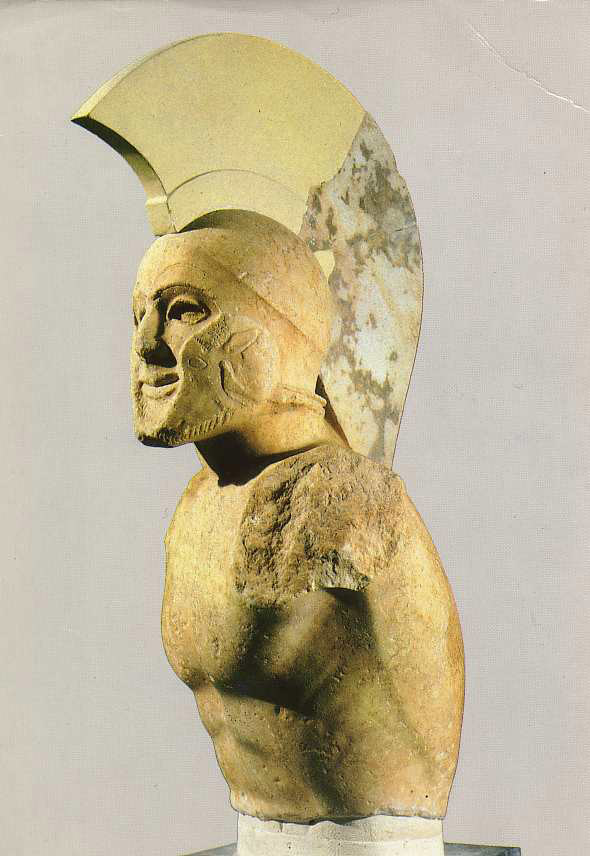
Статуя гопліта (5 століття до н. е., можливо цар Леонід I)

Перш за все спартанці уклали союз з Елідою, а потім з Тегеєю, і мало-помалу за допомогою договорів вони залучили на свій бік держави решти Пелопоннесу. Ця συμμαχία — Пелопоннеський союз — полягала в тому, що Спарта мала головне керівництво на війні і була осередком для зборів і нарад; але цим самим вона не зазіхала на незалежність окремих держав, тому і автономія союзних держав суворо зберігалася. Також союзні держави зовсім не платили Спарті φόρος, не існувало й постійної союзної ради, але скликалися в Спарту виходячи із нагальної потреби (παρακαλειν). Поширити цю владу на Пелопоннесі не було в намірах Спарти, але загальна небезпека під час Греко-перських воєн підштовхнула усі держави, крім Аргоса, перейти під начальство Спарти.
З усуненням найближчої небезпеки спартанці зрозуміли, що їм не під силу продовжувати війну з персами далеко від своїх меж, і, коли Павсаній і Леотіхід зганьбили спартанське ім'я, вони мали допустити, щоб в 476 або 472 роках подальше керівництво на війні взяли на себе Афіни, а самі обмежилися Пелопоннесом. Водночас з цього часу почали часто з'являтися приводи до змагання і зіткнення між Спартою і Афінами. Коли Спарта постраждала від землетрусу і повстання ілотів та мессенян, в 465 до н. е. стався розрив (у 461 до н. е.), а в 457 до н. е. спартанське військо з'являється в Елладі під приводом захисту Дориди від фокеян — насправді ж, аби перешкодити подальшим успіхам афінян.
Завдяки перемир'ю 451 і 445 років спір на деякий час припинився. Однак Афіни поширювали все далі свою могутність, і внаслідок цього, ще до закінчення першої половини терміну, на який було укладено останнє перемир'я, 431 до н. е. розпалилася рішуча боротьба, відома під назвою Пелопоннеської війни. Вона остаточна зламала могутність Афін і знову закріпила гегемонію за Спартою. В цей самий час законодавство Лікурга порушується Лісандром і Епітадеєм.
З прагнення негромадян до повноправності 397 до н. е. виникло повстання Кінадона, яке, щоправда, не вдалося. Усталену в Греції владу Агесілай II намагався поширити і на Малу Азію та успішно воював проти персів, допоки перси не спровокували Коринфської війни в 395 до н. е. Після кількох невдач, переважно поразки на морі при Кніді (394 до н. е.), Спарта, бажаючи скористатися успіхами зброї своїх супротивників, поступилася за Анталкідовим миром царю Малої Азії, визнала його посередником і суддею в грецьких справах і, таким чином, під приводом свободи всіх держав, забезпечила за собою першість у союзі з Персією. Тільки Фіви не підкорилися цим умовам і позбавили Спарту переваг ганебного миру. Афіни з перемогою при Наксосі 376 до н. е. уклали новий союз (див. Афінський морський союз), і Спарта в 372 до н. е. формально поступилася гегемонією. Ще більше нещастя спіткало Спарту в подальшій Беотійській війні з Фівами. Епамінонд завдав остаточного удару місту відновленням Мессенії 369 до н. е. і заснуванням Мегалополя, тому 365 до н. е. спартанці були змушені дозволити своїм союзникам укласти сепаратний мир з Фівами.

### Елліністична і римська доба

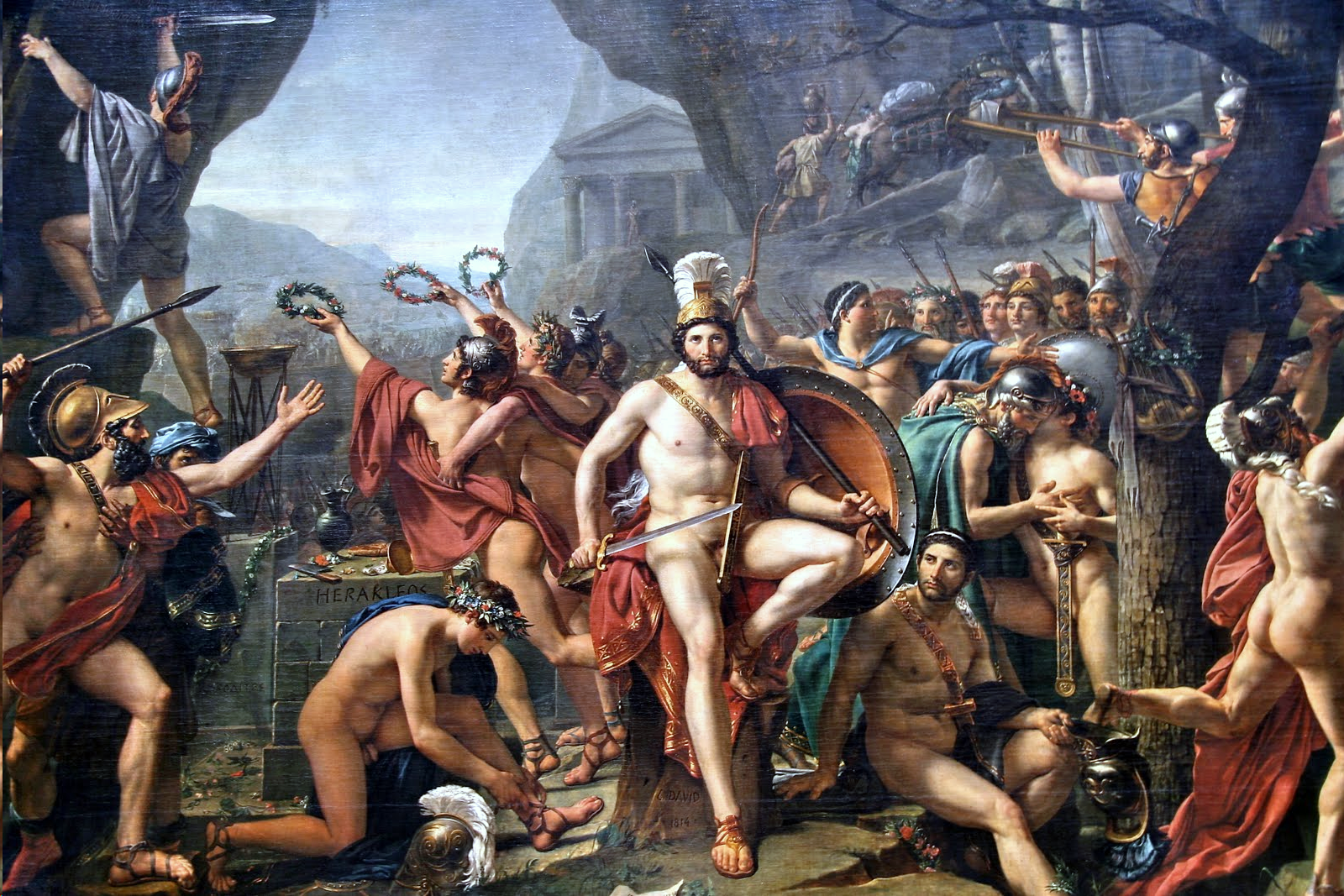
«Леонід під Фермопілами» (Жак-Луї Давід,1814)

З цього часу Спарта швидко почала занепадати, а внаслідок збідніння та обтяження боргами громадян закони звернулися в порожню форму. Союз з фокеянами, яким спартанці надіслали допомогу, але не надали дійсної підтримки, озброївши проти них Філіппа Македонського, який з'явився 334 до н. е. в Пелопоннесі і утвердив незалежність Мессенії, Аргоса і Аркадії, проте, з іншого боку, не звернув уваги на те, що не були відправлені посли в Коринфські збори. Під час відсутності Александра Македонського цар Агід II за допомогою грошей, отриманих від Дарія, намагався скинути македонське ярмо, але зазнав поразки від Антипатра при Мегалополі і був убитий в 330 до н. е. Про те, що мало-помалу зник також і славетний спартанський войовничий дух, показує наявність укріплень міста при нападах Деметрія Поліоркета (296 до н. е.) і Пірра Епірського (272 до н. е.).
Спроба Агіса III в 242 до н. е. виробити зі знищенням боргових книг новий розділ поземельної власності і збільшити число громадян, що знизилось до 700, виявилася невдалою через корисливість заможних. Вдалося це перетворення 226 до н. е. Клеомену III тільки після насильницького знищення ефората. У цей час для Спарти настала, мабуть, нова ера процвітання, Клеомен був близьким до того, щоб встановити свою владу над Пелопоннесом, але союз ахеян з Македонією привів Антигона Досона в Пелопоннес, а поразка при Селласії 222 до н. е. і невдовзі потім смерть Клеомена в Єгипті поклали кінець державі Гераклідів. Антигон, щоправда, великодушно залишив спартанцям їхню незалежність; після царювання незначних правителів (Лікурга, Хілон) повстали тирани, що користувалися поганою славою, Маханід (211—207 роки до н. е.) і Набід (206—192 роки до н. е.).
Обидва повинні були поступитися Філопемену, який в 192 до н. е. включив Спарту в Ахейський союз, але в 189 до н. е. суворо покарав повсталих спартанців і замінив лікургові установи ахейськими. Між тим 195 до н. е. почалася Лаконська війна. Скарги пригноблених були почуті римлянами, які довгий час підтримували взаємні чвари, поки не визнали своєчасним підкорити Грецію в 146 до н. е. Спартанці, однак, зберігали свою свободу настільки, наскільки грецькій державі можливо було користуватися нею під верховною владою Риму — елефтеролакони (Ελευθερολάκωνες).

## Державний лад Спарти
В основу державного ладу Спарти було покладено принцип єдності повноправних держав. Для цього держава суворо регламентувала життя та побут спартіатів, стримувала їхнє майнове розшарування. Основи державного ладу були закладені ретрою (договором) легендарного царя Лікурга. Спартіати були зобов'язані займатися лише військовим мистецтвом та спортом. Землеробство, ремесла й торгівля стали справою ілотів та періеків.
«Лікургів лад» трансформував військову аристократію спартіатів у олігархічну рабовласницьку державу, яка зберегла риси родоплемінного ладу. На чолі держави перебували одночасно два царі — архагети. Їхня влада була спадковою. Повноваження архагетів зводилися до воєнної влади, організації жертвопринесень та участі у раді старійшин.
Герусія (рада старійшин) складалася з двох архагетів та 28 геронтів, яких обирали довічно народними зборами зі знатних громадян, що досягли 60-річного віку. Герусія виконувала функції урядової установи — готувала питання для обговорення на народних зборах, керувала зовнішньою політикою, розглядала кримінальні справи про державні злочини (включаючи злочини проти архагетів).
Колегія ефорів (з'явилася у VIII столітті до н. е.) складалася з п'яти гідних громадян, яких обирали на один рік народними зборами. Спочатку повноваження ефорів обмежувались судочинством по майнових спорах. У VI столітті до н. е. їх влада зростає, вони витісняють герусію. Ефори почали скликати герусію та народні збори, керувати зовнішньою політикою, здійснювати внутрішнє управління державою та судочинство, контролювати посадових осіб (включаючи архагетів).
Народні збори (апелла) у Спарті відрізнялися пасивністю. Право на участь у народних зборах мали повноправні громадяни-чоловіки, які досягли 30-річного віку. Спочатку народні збори скликались архагетами, згодом керівництво ними перейшло до ефорів. Апелла не обговорювала висунуті питання[джерело?], а лише ухвалювала або відхиляла запропоноване рішення. Голосування проводилося примітивно — криком або учасники розходилися по різні боки та «на око» визначалася більшість. Народні збори мали законодавчі права, право на обрання посадових осіб, вирішували також питання війни та миру.

## Соціальний устрій Спарти
Спарта була державою з чітким соціальним поділом. Населення Спарти поділялося на клас вільних громадян та клас невільників — ілотів, державні раби. При цьому розрізняли власне лаконських ілотів та мессенських. Лаконські ілоти іноді отримували свободу (а з часів Пелопонесської війни також і неповне громадянство), мессенські ілоти, на відміну від інших рабів, мали свою общину, що після здобуття незалежності Мессенії послужило підставою для визнання їх вільними еллінами.
До аристократії належали:
- Гомеї — повноправні громадяни (саме їх найчастіше називають спартіатами, або спартанцями. Вони мали право брати участь у Народних зборах — апеллі);
- Парфенії — нащадки дітей неодружених спартанок.

До народу, демосу, належали кілька категорій громадян, що володіли лише частиною громадянських прав:
- Гіпомейони — збіднілі або фізично неповноцінні громадяни, позбавлені за це частини цивільних прав;
- Мофаки (буквально — «вискочки») — діти негомеїв, які, втім, отримали повне спартанське виховання і тому мали певний шанс на отримання повного громадянства;
- Неодамоди — колишні лаконські ілоти, що одержали неповне громадянство (стан з'явився під час Пелопонесської війни);
- Періеки — вільні негромадяни (приблизний аналог афінських метеків).

## Виховання спартанців
Хлопчиків з 14 років випробували на міцність, кожного з них били батогом, i якщо хлопці витримували це без сліз та зойкання, вони вважалися справжніми, на думку спартійців, чоловіками, котрі могли витримати біль.

## Соціальні аспекти спартанської держави

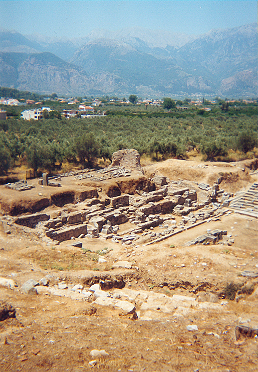
Руїни Спарти

Спартанець міг користуватись найвищим привілеєм, який міг мати еллін у ті часи — статус вільної людини, більш того, він був аристократом, у системі де не було більш-менш родовитої людини. Але одночасно спартанець виховувався з думкою, що він живе лише для свого міста-держави, зміст його життя — служіння Спарті. Він в разі потреби повинен захистити свою землю, і продовжити рід, щоб було кому захистити Спарту у майбутньому. Громадянин, що дожив до старості, брав участь у війнах з ворогами Спарти, і сплодив нащадків, повністю виконав свій обов'язок перед полісом.
Так, задовго до двадцятого століття з його тоталітарними державами, існувала країна, де окрема людина була гвинтиком політичної системи. Спарта була найкращим прикладом тоталітарної держави — усі повинні були жити бідно, без жодної приватної власності; усі мали чітко прописані у громадському і особистому житті обов'язки; рівність була навіть у сфері гастрономії — усі повинні були споживати несмачну їжу (для воїна їжа — це лише забезпечення тіла енергією). Як приклад типової їжі спартанських вояків, можна назвати «чорну юшку», яку сучасники називали вкрай неприємною на смак.
Спартанці становили непереможну армію. Суворе дотримання дисципліни забезпечувало військову перемогу над тими, хто сумнівався у здатності Спарти відстояти свої політичні інтереси. Однак Спарта була заручником власного успіху, спартанці зробили те, що Тойнбі називав tour-de-force. Детально розроблена система гарантовано продукувала воїнів для армії, що не знала поразки. Водночас та сама система призвела до занепаду, оскільки не дозволяла адаптуватись до нових умов. Євґенічна програма, що дозволяла залишати лише сильних дітей, і статева політика призвели до систематичного зменшення населення Спарти. Сусіди, запозичивши деякі елементи у спартанців, але відмовившись від системи в цілому, змогли створити боєздатні армії і одночасно зберегли для себе можливість розвиватись у культурному і політичному плані.

## Спадок Спарти
Найбільший спадок Спарта залишила у військовій справі. Дисципліна — необхідний елемент будь-якої сучасної армії. Бойовий стрій спартанців — попередник фаланги армії Александра Македонського, а також далекий родич сучасного розгорнутого ланцюга піхоти.
Значний вплив Спарта спричинила і на гуманітарні сфери людського життя. Спартанська держава — прообраз ідеальної держави, описаної у діалогах Платона. Відвага трьохсот спартанців у битві при Фермопілах була темою для багатьох літературних творів, сучасних кінострічок. Слово лаконічний, у значенні небагатослівної людини, походить саме від назви країни спартанців Лаконії.

## Пам'ять
У місті Харків є в'їзд Спартанський.